# Mercatino di Natale di Trento

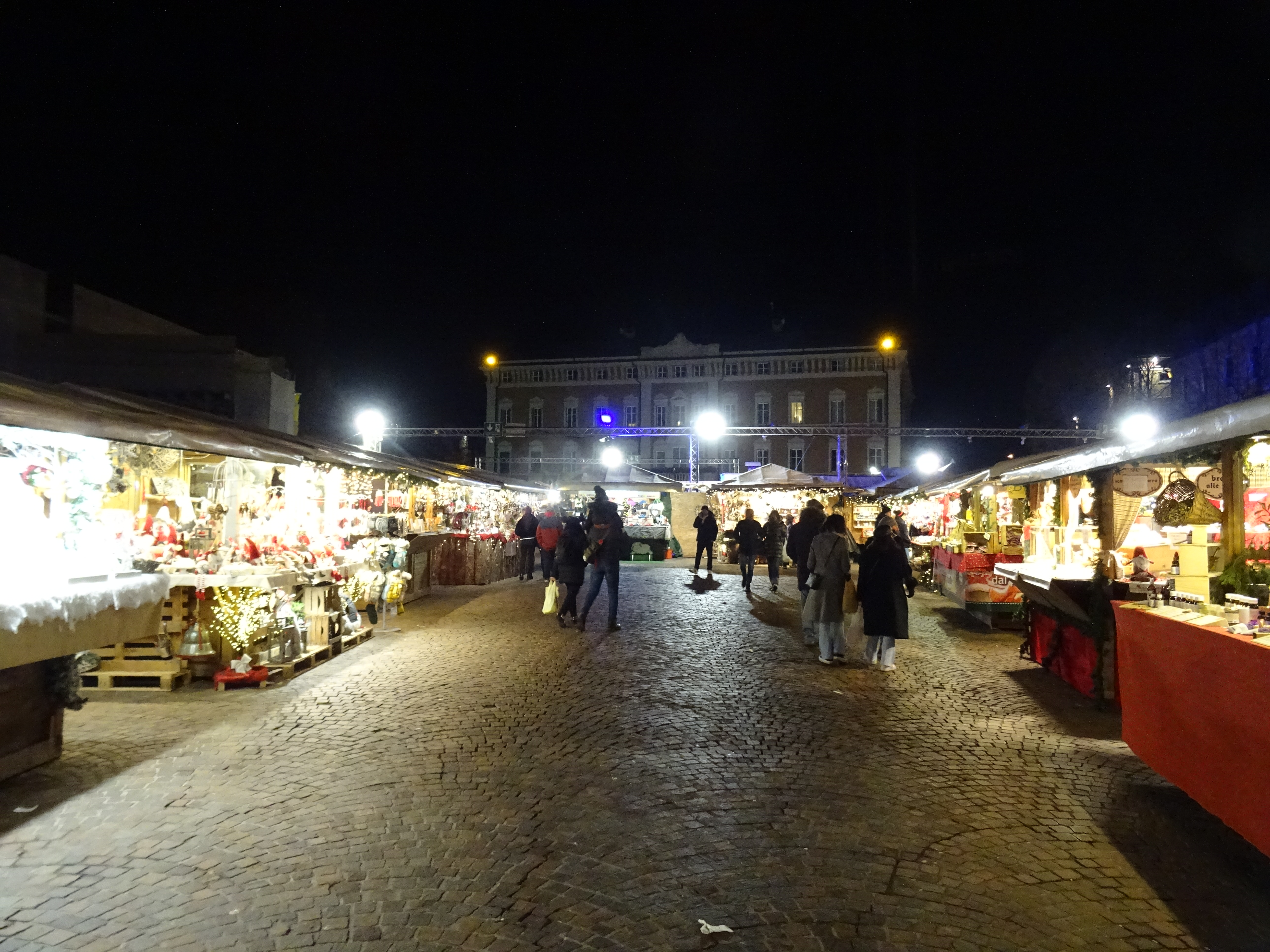
Scorcio dei mercatini del 2023-2024 in piazza Fiera.

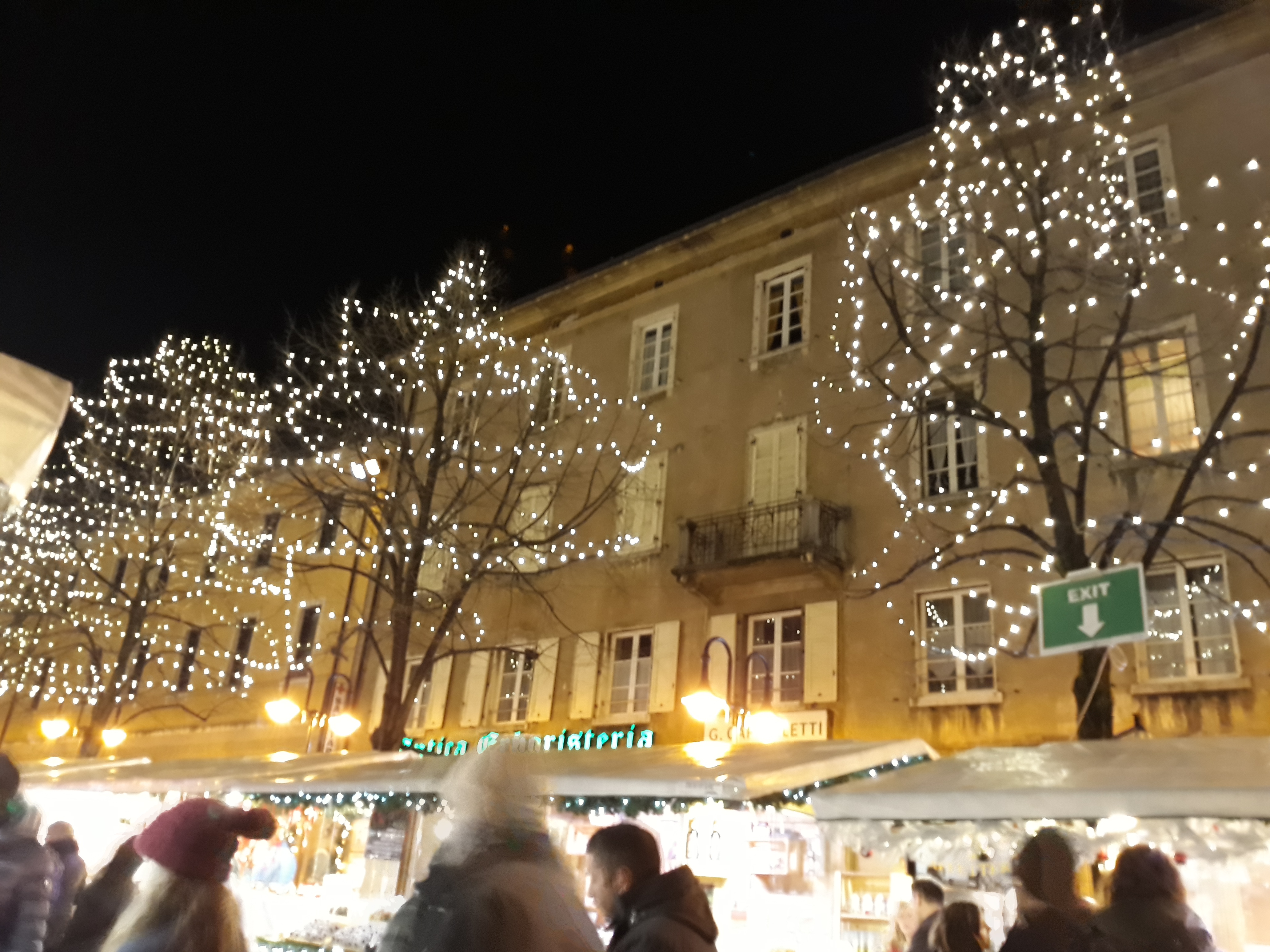
Il mercatino con luminarie.

Il Mercatino di Natale di Trento è una manifestazione commerciale che si tiene durante il periodo natalizio presso la città di Trento in Trentino-Alto Adige. In realtà il periodo d'apertura durante le festività natalizie inizia prima dell'Avvento, ovvero a metà novembre, e termina solitamente il giorno dell'Epifania, il 6 gennaio.

## Storia
La sua istituzione, a Trento, è una delle prime del fenomeno di diffusione mitteleuropea dei mercatini di Natale dal dicembre 1993, dove 22 esercenti hanno esposto i loro prodotti artigianali oltre ai raffinati prodotti dell'antica tradizione alpina nelle tipiche casette di legno. In questa primissima esposizione l'idea era quella di offrire idee regalo per il periodo natalizio.
Le esposizioni presenti sono principalmente due, la principale e storica dove circa 60 casette di legno sono ospitate tra le antiche mura merlate di piazza Fiera, e una seconda, più recente e risalente al 2014, in piazza Cesare Battisti ne vengono allestite circa 20. Lungo le strade della città vi sono comunque una serie di bancarelle appositamente allestite in stile natalizio. Negli anni gli espositori sono passati da 22 a circa 90.
L'organizzazione del mercatino è stato un appuntamento inizialmente desiderato dall'allora "Centro Trentino Esposizioni" in seguito divenuto "Trento Fiere", ente fieristico comunale, assieme al comune di Trento, i quali si occupano principalmente della logistica e della promozione dell'evento con l'obiettivo di valorizzare le diversificate produzioni artigianali e gastronomiche presenti durante il periodo natalizio in Trentino.
Le presenze medie nell'alberghiero ed extralberghiero durante il mese clou del Mercatino (24 novembre -24 dicembre) sono di 58.000, con oltre 100 pullman ogni fine settimana del mese di dicembre e circa 5.000 camper in arrivo da tutta Europa per tutto l'arco della manifestazione. La ricaduta totale sul territorio trentino è di oltre a 20 milioni di euro di giro d'affari, con una spesa media per ogni famiglia di circa 200 €. Altra curiosità è la vendita record di 10.000 litri di vin brulé.

## Prodotti natalizi
Al mercatino di Trento è possibile acquistare diversi oggetti riferibili al periodo natalizio o comunque ad oggetti d'epoca tipicamente trentini. Tra questi si segnalano presepi assieme abbelliti da decorazioni natalizie, portaincensi e portacandele, bambole, cappelli, pantofole e vetri soffiati artigianali.

## Prodotti gastronomici tipici

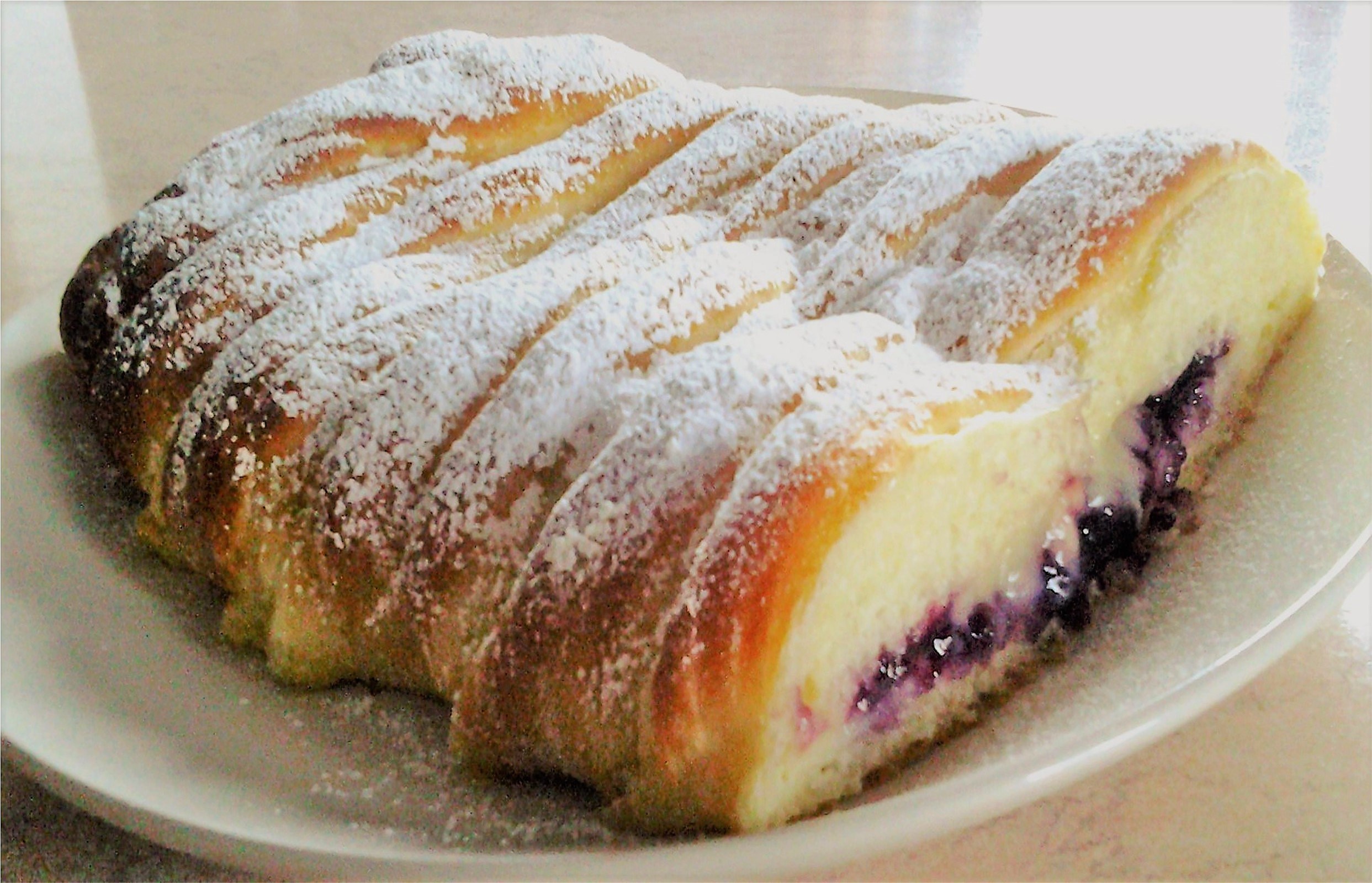
La treccia mochena

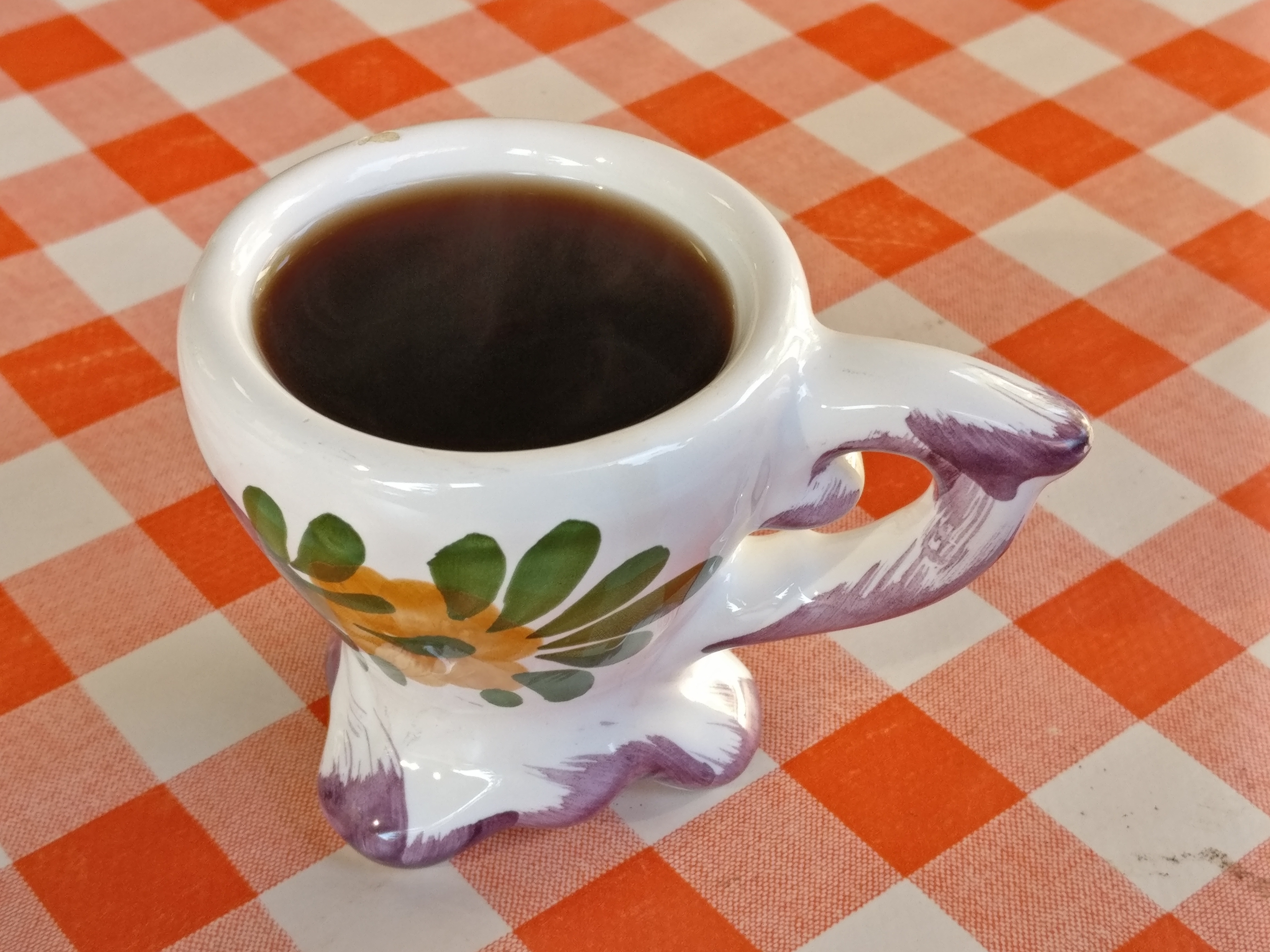
Il tipico parampampoli

Tra i prodotti tipici a livello gastronomico che si possono trovare tra le bancarelle si segnalano:
- luganega
- mortandela
- parampampoli
- tortel di patate
- treccia mochena
- vin brulé

## Altri eventi
Durante il periodo del Mercatino di Natale vengono organizzati altri eventi; tra questi si citano:
- la notte degli Alambicchi accesi;
- la fiera di Santa Lucia, il 10 e 11 dicembre;
- il trenino, la casetta di Babbo Natale e degli elfi;
- rassegna dei cori di montagna, dal 19 novembre al 6 gennaio;
- bollicine su Trento, dal 17 novembre all'11 dicembre;
- capodanno dei bambini, il 1º gennaio.